# CS-101
De CS-101 (Carretera Secundaria 101) is een secundaire weg in Andorra. De weg verbindt Andorra la Vella met de CS-200 bij Escaldes-Engordany en is ongeveer zeven kilometer lang.